# 마리나 베이 시가지 서킷
마리나 베이 스트리트 서킷(또는 싱가포르 스트리트 서킷으로 알려짐)은 싱가포르 마리나 베이 주변의 스트리트 서킷으로, 다운타운 코어(4번에서 19번 턴)와 칼랑(1번에서 3번 턴)의 계획 구역을 포함한다.
싱가포르 그랑프리의 개최지이다. 이 트랙은 모나코 서킷 및 발렌시아 스트리트 서킷과 유사한 항구 도시에 위치한 4.940km(3.070마일)길이의 트랙이다.
그 회로는 KBR에 의해 설계되었으며, 헤르만 틸케가 처음 제안한 원래의 회로를 수정한 것이다. 이 회로는 FIA 1등급 라이선스를 가지고 있다. 이 회로는 2024년 경주까지 모든 경주에서 최소 한 번 이상 안전 차량에 탑승한 독특한 기록을 보유하고 있었다. 총 15번의 경주에서 24번의 안전 차량이 배치되었다.

## 특성

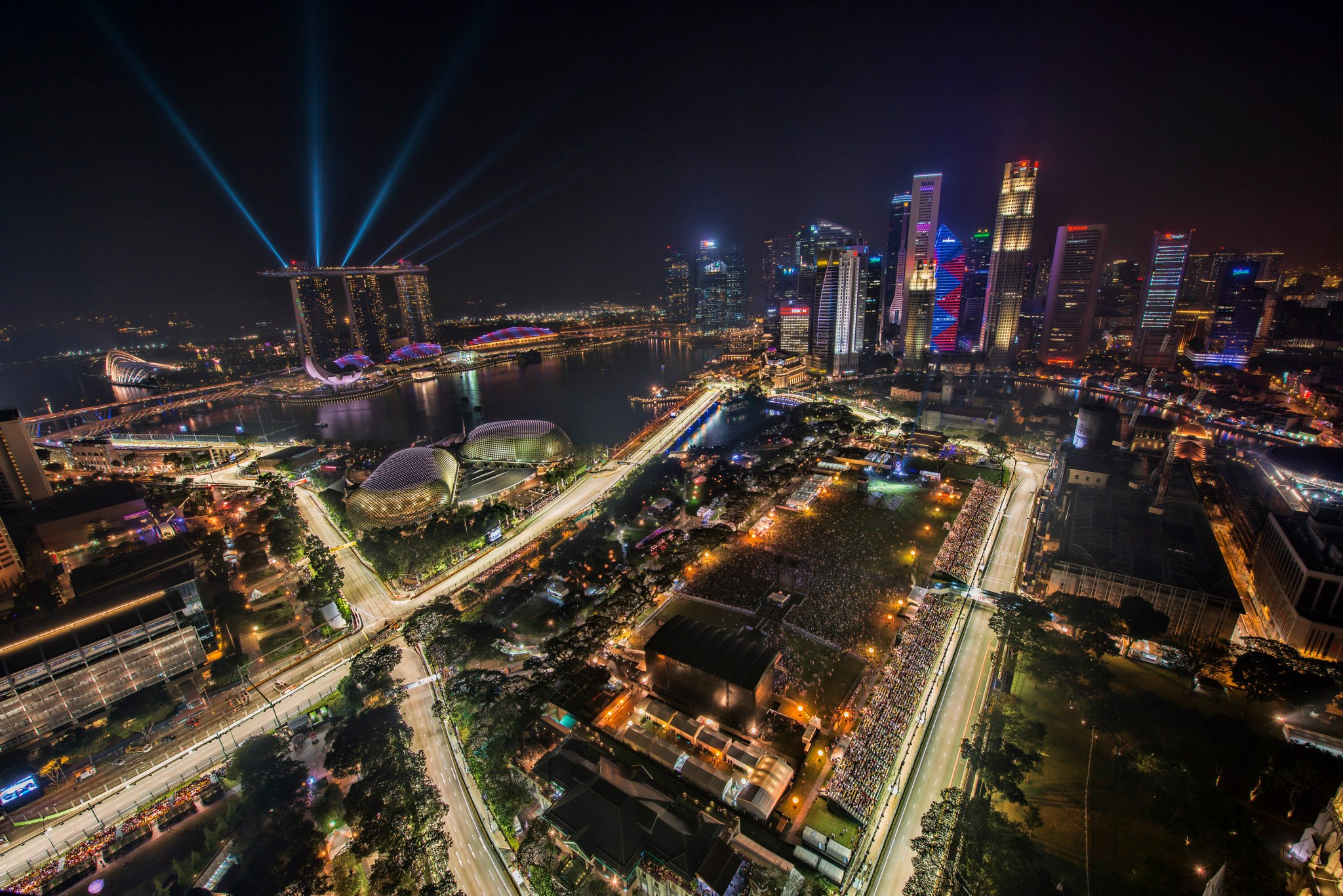
싱가포르 마리나 베이 시가지 서킷 2012.

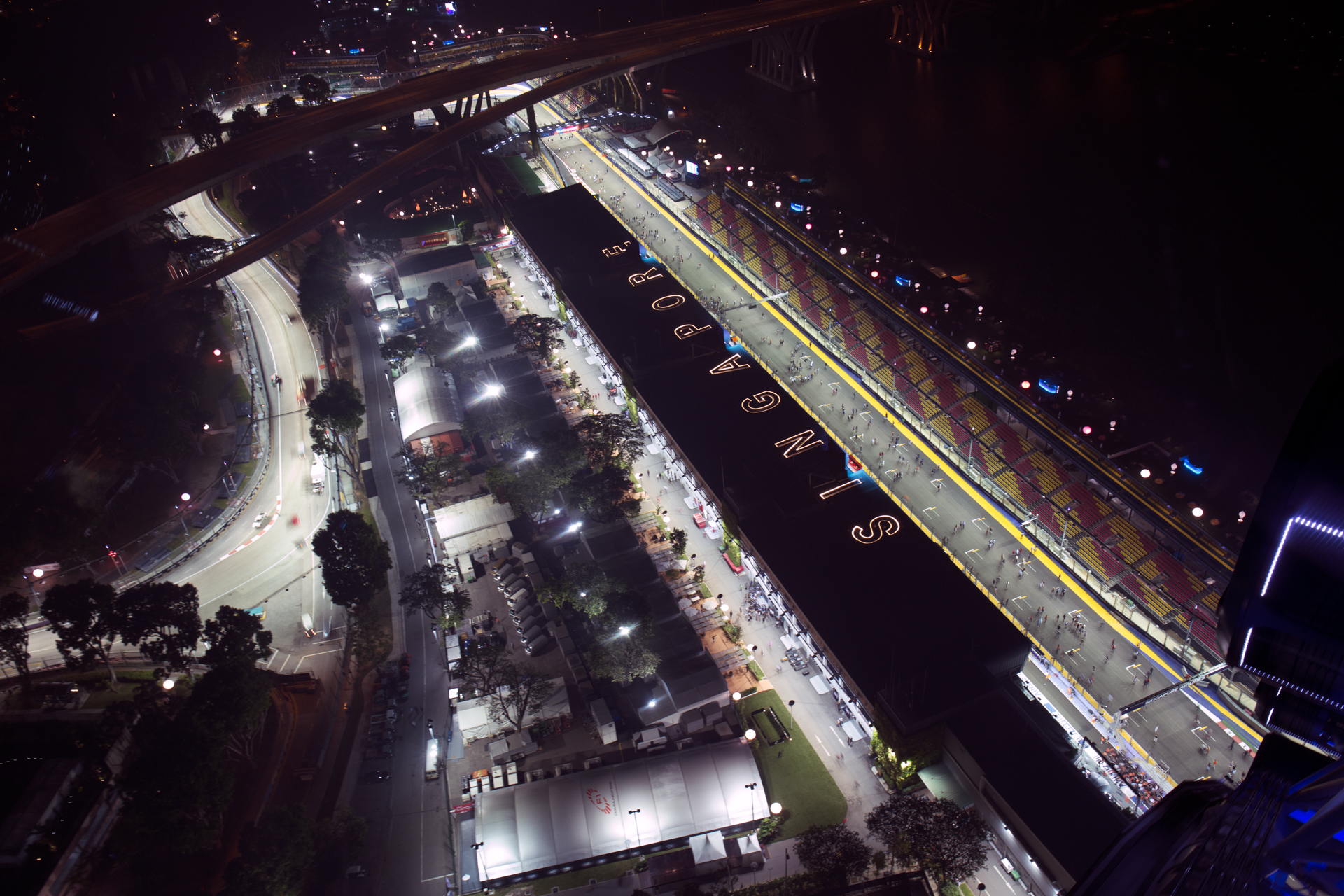
싱가포르 포뮬러 원 피트 건물 2014년 싱가포르 그랑프리이전.

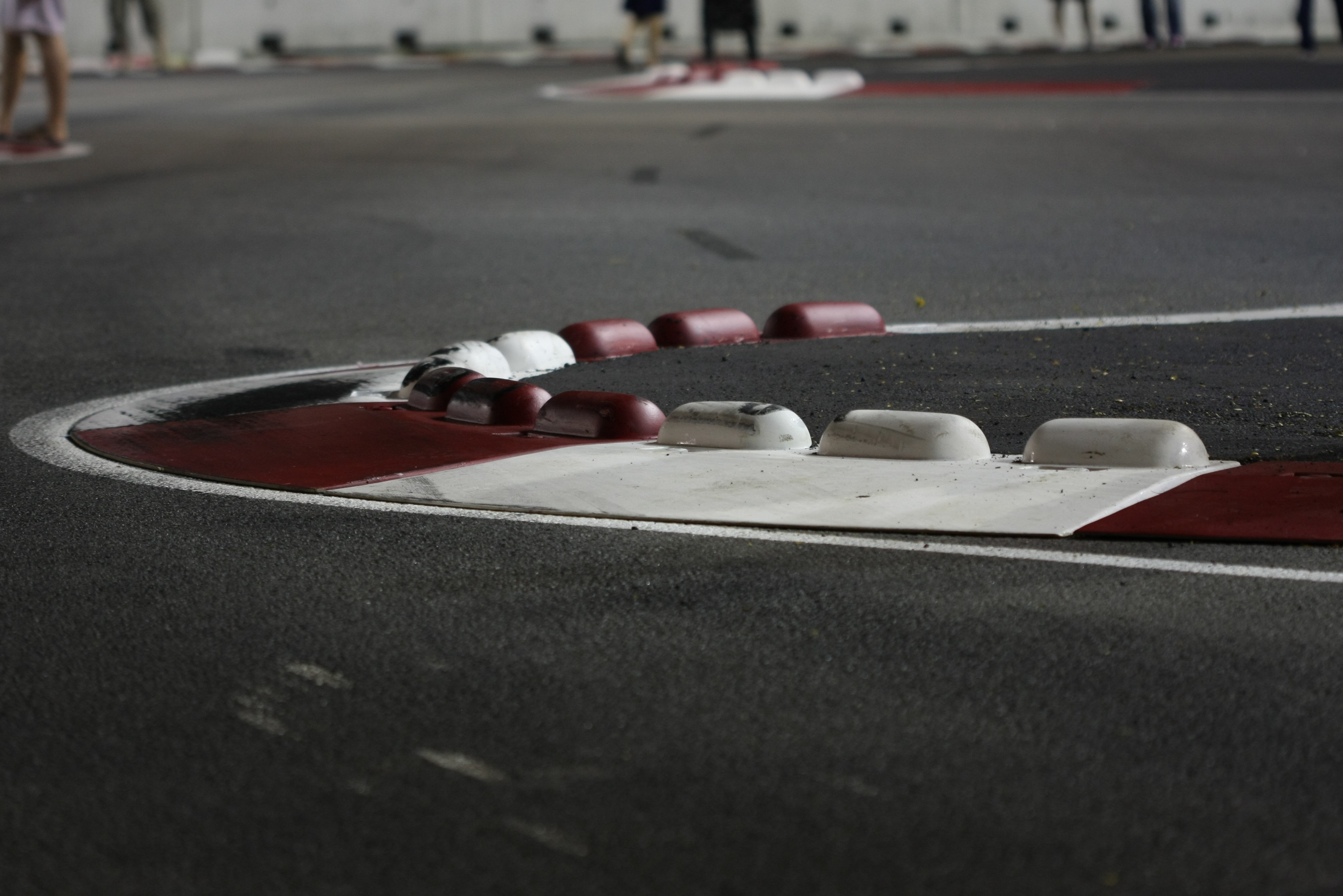
'싱가포르 슬링' 시케인(2008년 사진)이 제거 2013년 싱가포르 그랑프리.

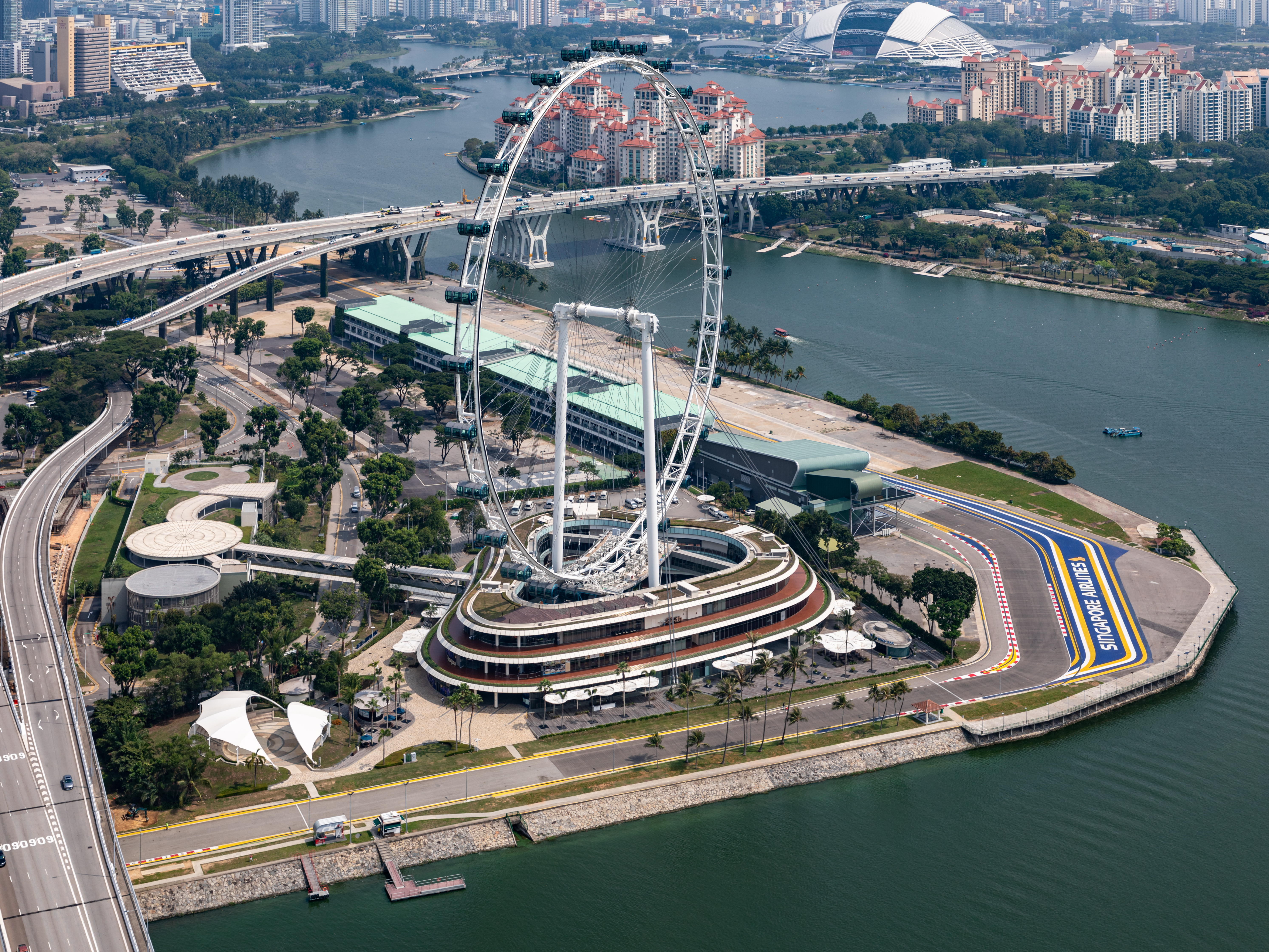
2019년 피트 건물에 가까워지는 트랙.

2008년 포뮬러 원 시즌에서 싱가포르 그랑프리가 확정된 날, 노선도가 발표되었다. 회로의 피트 지역은 리퍼블릭 대로와 싱가포르 플라이어 옆의 빈 부지에 위치해 있다. 피트 지역과 벤자민 시어스 다리 아래에서 리퍼블릭 대로로 이어지는 임시 도로가 있으며, 래플스 대로로 이어진다. 그런 다음 시청을 지나 파당 주변의 니콜 하이웨이, 스탬포드 로드, 세인트 앤드류스 로드를 따라 진행된다.
그 후 트랙은 앤더슨 브리지로 이동하여 풀러턴 호텔을 지나 머라이언 파크 옆의 에스플러네이드 드라이브로 좌회전한다. 래플스 애비뉴와 합류한 후 싱가포르 플라이어 주변의 두 번째 임시 도로를 통해 피트 지역으로 돌아간다.
이 트랙은 특히 5번과 7번 사이의 래플스 대로에서 지나치게 울퉁불퉁하다는 이유로 F1 드라이버들로부터 큰 비판을 받았다. 이로 인해 싱가포르 기후의 덥고 습한 조건을 고려할 때 매우 용서할 수 없는 서킷이 탄생했다. 2008년 세계 챔피언 루이스 해밀턴은 모나코 서킷에 비해 한 바퀴에 두 배의 에너지가 필요한 더 유명한 모나코 스트리트 서킷보다 협상하기가 두 배나 어렵고 예상외로 물리적이라고 말했다.
세바스티앙 부르다이스와 페르난도 알론소를 포함한 여러 운전자들은 거리 서킷 10번 코너의 시케인에서 높고 거친 커브에 대해 우려를 표명했다. 페라리의 펠리페 마사는 커브를 "잘못하면 차가 망가질 작은 거북이"와 비슷하다고 비유했다. 운전자들은 커브에 부딪히면 서스펜션이 손상되거나 심지어 욕조가 손상될 수 있다고 우려했다. 또한 커브가 코너 바깥쪽 벽에 부딪힐 수 있다는 우려도 제기했다. FIA가 이러한 커브 개발에 참여하는 동안 FIA 레이스 디렉터이자 안전 대표인 찰리 와팅은 금요일 무료 연습을 앞두고 턴 10 시케인에서 커브를 낮추기로 합의했다.토요일 예선 라운드와 일요일 레이스를 위해 구근의 높이가 더욱 줄어들었다. 2010년 레이스에서는 구근을 움직여 더 안전하고 턴을 점진적으로 진행하기 위해 10번 턴의 시케인을 다시 채웠다. 그러나 루이스 해밀턴은 인터뷰에서 이 수정이 코너 진입을 더 작게 만들어 시케인을 더 위험하게 만들었다고 말하며, 이 복잡한 코너를 "F1에서 최악의 코너"라고 불렀다. 2013년, 레이스를 앞두고 시케인을 제거하고 좌회전으로 교체하여 랩 타임을 더 빠르게 만들었다.
23턴 레이아웃의 두 번째 코너에서 시작되는 피트 레인의 진입은 여러 운전자들에 의해 그들이 위치한 코너의 빠른 특성 때문에 "어렵고 엄청나게 위험하다"고 여겨졌다. 이 문제는 주로 피트에 들어가는 사람들과 다른 랩에서 계속되는 사람들의 속도 차이, 그리고 같은 레이스 라인을 공유하는 것 때문인 것으로 여겨졌다. 논란이 되었던 싱가포르의 피트 진입은 토요일 예선 라운드를 앞두고 피트에서 피트 진입 라인을 연장하여 수정되었다. 이 변경으로 인해 운전자들은 피트 진입을 더 일찍 약속해야 했고, 이후에 오는 사람들에게 추가 경고를 제공했다. 2009년 3월, 현지 F1 팬들 간의 아이디어 제출 경쟁 끝에 서킷의 코너 세 곳에 이름이 붙여졌다. 턴 1은 싱가포르의 두 번째 대통령인 벤자민 헨리 시어스의 이름을 따서 시어스로 명명되었고, 턴 7은 제2차 세계 대전 민간 기념관과의 근접성 때문에 메모리얼로 명명되었으며, 턴 10은 싱가포르 슬링으로 명명되었다. 싱가포르 슬링은 2013년 그랑프리를 위해 변경되었으며, 턴 10은 이제 흐르는 왼손잡이가 되었다. 운전자들은 싱가포르 슬링 시케인이 없으면 트랙이 훨씬 더 관리하기 쉽다고 언급했다.
2010년 1월, 경주 주최 측이 2011 시즌을 위해 서킷 변경을 고려하고 있다는 보도가 있었다. 2011년 경주의 레이아웃에는 큰 변화가 없었지만, 싱가포르 관광청은 향후 레이아웃을 다시 활성화하거나 완전히 재배치할 수 있는 기회에 대한 제출을 요청했다.
2013 시즌을 맞아 FIA는 트랙 구성 변경을 승인했다. '싱가포르 슬링'으로 알려진 턴 10 시케인이 제거되고 싱글 에이펙스 왼쪽 커브로 교체되었다. 코너 진입 속도는 약 40km/h(25마일) 증가했다. 더 빠른 속도를 보완하기 위한 안전 조치로 턴 10 런오프 끝에 추가적인 TecPro 장벽 층이 추가되었다.
2015년, FIA는 2015년 싱가포르 그랑프리를 앞두고 마리나 베이 스트리트 서킷의 레이아웃에 약간의 변경 사항을 승인했다. 변경 사항은 11번 턴부터 13번 턴까지 진행되며, 운전자들은 11번 턴에서 여전히 우회전하지만 이제 진입 시 약간 좌회전하여 풀러턴 로드의 왼쪽으로 트랙이 이동한다. 이로 인해 12번 턴의 프로필이 변경되며, 운전자들은 앤더슨 브리지 반대편을 사용하게 되며, 추월 기회를 늘리기 위해 13번 턴의 헤어핀이 1미터 더 넓어졌다.
2018년 싱가포르 그랑프리 이전에 다른 변경 사항들이 있었다. 트랙은 16번과 17번 턴에서 다시 채워졌으며, 길이는 5.065km(3.147마일)에서 현재의 5.063km(3.146마일)로 변경되었다.
이 서킷은 2022년 싱가포르 그랑프리에서 또 다른 재프로파일링을 받을 것으로 예상되었다. 2020년 8월, 싱가포르 총리 리셴룽은 마리나 베이 플로팅 플랫폼을 도시 국가의 국가 서비스 정책을 중심으로 한 커뮤니티 공간으로 재개발할 계획을 발표했다. 이 플로팅 플랫폼은 2008년 서킷이 시작된 이래로 턴 16-19 시리즈 코너를 수용해 왔으며, 2022년 NS 스퀘어 건설을 위한 길을 열어줄 것으로 예상된다. 이 재프로파일링은 2022년에 이루어지지 않았지만, 공식 티켓 판매 페이지에 새로운 서킷 레이아웃 맵이 표시되어 있어 2023년 싱가포르 그랑프리 이전에 이루어질 예정이다. 이 변경은 2023 시즌 동안 일시적으로 이루어질 예정이며 서킷 길이는 4.928km(3.062마일)로 줄어들 것이다. 임시 레이아웃 변경으로 인해 F1 랩 타임이 약 20초 정도 단축될 것으로 예상된다.
2022년 6월, 2022년 차량의 포스포징 효과를 완화하기 위해 서킷의 아스팔트 대부분을 업그레이드하는 작업을 시작했다.
야간 레이스를 위해 약 1600개의 맞춤형 투광등이 5.067km(3.148마일) 마리나 베이 서킷 주변에 설치되어 있다. 일반 스포츠 경기장보다 4배 더 밝은 이 조명은 눈부심과 표면 반사를 최소화하고 F1의 TV 방송 표준을 충족하도록 특별히 설계되었다.

## 레이아웃 역사
마리나 베이 시가지 서킷 레이아웃 역사
- 오리지널 서킷 (2008–2012)
- 10번 턴에서 싱가포르 슬링 시케인이 제거된 수정된 서킷 (2013–2014)
- 수정된 코너가 11-13(2015-2017)
- 수정된 코너가 16-17번(2018-2019, 2022)
- 15-16코너 사이의 새로운 직선으로 수정된 서킷 (2023-현재)

## 랩 기록
공식 랩 기록은 경주에서 세워지지만, 일반적으로 예선 랩이 더 빠르다. 가장 빠른 예선 랩 기록은 2024년 싱가포르 그랑프리에서 랜도 노리스가 세운 1분 29초 525였다. 2024년 9월 기준으로 마리나 베이 스트리트 서킷에서 가장 빠른 공식 랩 기록은 다음과 같다:
| 카테고리                                                                    | 기록                                                               | 드라이버                                                           | 차량량                                                             | 행사                                                               |
| 15-16코너 사이의 새로운 직선으로 수정된 서킷 (2023-현재): 4.940 km          | 15-16코너 사이의 새로운 직선으로 수정된 서킷 (2023-현재): 4.940 km | 15-16코너 사이의 새로운 직선으로 수정된 서킷 (2023-현재): 4.940 km | 15-16코너 사이의 새로운 직선으로 수정된 서킷 (2023-현재): 4.940 km | 15-16코너 사이의 새로운 직선으로 수정된 서킷 (2023-현재): 4.940 km |
| --------------------------------------------------------------------------- | ------------------------------------------------------------------ | ------------------------------------------------------------------ | ------------------------------------------------------------------ | ------------------------------------------------------------------ |
| 포뮬러 원                                                                   | 1:34.486                                                           | 다니엘 리카도                                                      | RB VCARB 01                                                        | 2024년 싱가포르 그랑프리                                           |
| GT3                                                                         | 2:02.530                                                           | Tanart Sathienthirakul                                             | Audi R8 LMS GT3 Evo II                                             | 2023 Singapore Thailand Super Series round                         |
| 포뮬러 4                                                                    | 2:04.454                                                           | Doriane Pin                                                        | Tatuus F4-T421                                                     | 2024 싱가포르 F1 아카데미 시즌                                     |
| Porsche Carrera Cup                                                         | 2:05.061                                                           | Florian Latorre                                                    | Porsche 911 (992) GT3 Cup                                          | 2023 Singapore Porsche Carrera Cup Asia round                      |
| 수정된 코너가 16-17번(2018-2019, 2022): 5.063 km                            |                                                                    |                                                                    |                                                                    |                                                                    |
| 포뮬러 원                                                                   | 1:41.905                                                           | 케빈 마그누센                                                      | Haas VF-18                                                         | 2018년 싱가포르 그랑프리                                           |
| Formula Regional                                                            | 2:13.986                                                           | Alice Powell                                                       | Tatuus FT-60                                                       | 2022 Singapore W Series round                                      |
| GT3                                                                         | 2:16.137                                                           | Kantasak Kusiri                                                    | Mercedes-AMG GT3 Evo                                               | 2022 Singapore Thailand Super Series round                         |
| Porsche Carrera Cup                                                         | 2:17.760                                                           | Will Bamber                                                        | Porsche 911 (991 II) GT3 Cup                                       | 2019 Singapore Porsche Carrera Cup Asia round                      |
| 수정된 코너가 11-13(2015-2017): 5.065 km                                    |                                                                    |                                                                    |                                                                    |                                                                    |
| 포뮬러 원                                                                   | 1:45.008                                                           | 루이스 해밀턴                                                      | Mercedes AMG F1 W08 EQ Power+                                      | 2017년 싱가포르 그랑프리                                           |
| Porsche Carrera Cup                                                         | 2:19.235                                                           | Ho-Pin Tung                                                        | Porsche 911 (991 I) GT3 Cup                                        | 2015 Singapore Porsche Carrera Cup Asia round                      |
| TCR Touring Car                                                             | 2:25.954                                                           | Jean-Karl Vernay                                                   | Volkswagen Golf GTI TCR                                            | 2016 Singapore TCR International Series round                      |
| 10번 턴에서 싱가포르 슬링 시케인이 제거된 수정된 서킷 (2013–2014): 5.061 km |                                                                    |                                                                    |                                                                    |                                                                    |
| 포뮬러 원                                                                   | 1:48.574                                                           | 세바스티안 베텔                                                    | Red Bull RB9                                                       | 2013년 싱가포르 그랑프리                                           |
| GP2                                                                         | 1:57.368                                                           | Jolyon Palmer                                                      | Dallara GP2/11                                                     | 2013 Singapore GP2 round                                           |
| Porsche Carrera Cup                                                         | 2:20.146                                                           | Earl Bamber                                                        | Porsche 911 (991 I) GT3 Cup                                        | 2014 Singapore Porsche Carrera Cup Asia round                      |
| 오리지널 서킷 (2008–2012): 5.073 km                                         |                                                                    |                                                                    |                                                                    |                                                                    |
| 포뮬러 원                                                                   | 1:45.599                                                           | 키미 래이쾨넨                                                      | Ferrari F2008                                                      | 2008년 싱가포르 그랑프리                                           |
| GP2                                                                         | 2:03.184                                                           | Stefano Coletti                                                    | Dallara GP2/11                                                     | 2012 Singapore GP2 round                                           |
| Formula BMW                                                                 | 2:11.139                                                           | Ross Jamison                                                       | Mygale FB02                                                        | 2008 Singapore Formula BMW Pacific round                           |
| Porsche Carrera Cup                                                         | 2:20.975                                                           | Christian Menzel                                                   | Porsche 911 (997 II) GT3 Cup                                       | 2011 Singapore Porsche Carrera Cup Asia round                      |